# Aderusincertae eucalypti
Aderusincertae eucalypti là một loài bọ cánh cứng trong họ Aderidae. Loài này được Lea miêu tả khoa học năm 1898.